# Museo Sursock

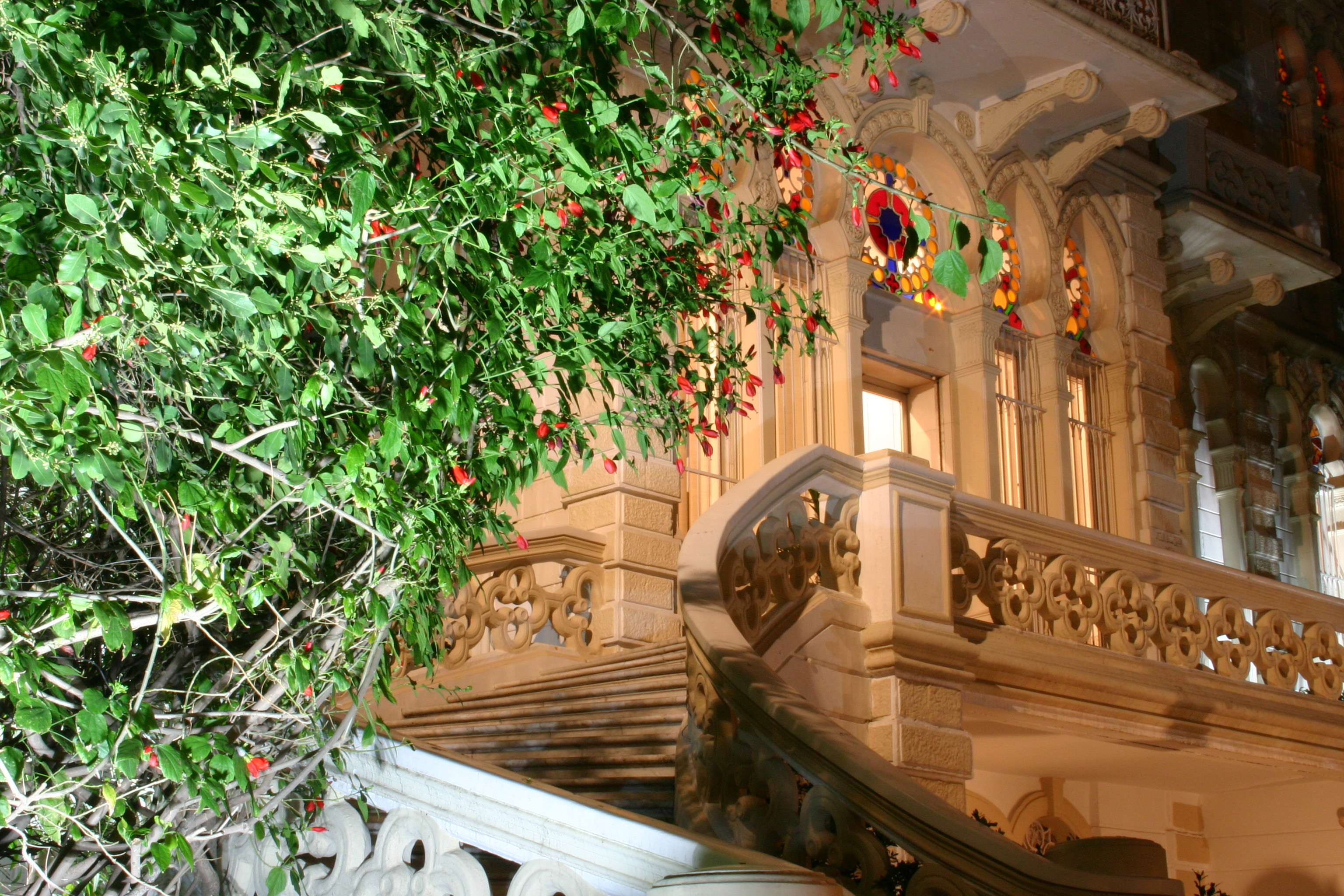
Las escaleras de mármol del Museo.

El Museo Nicolas Sursock , llamado así por su fundador, es un Museo de Arte Moderno en Beirut, Líbano. Se encuentra en la calle Sursock en el corazón del prestigioso distrito histórico de Ashrafieh, donde muchas casas fueron construidas desde el siglo XVIII  para las familias más importantes en el Líbano, entre ellas la de Sursock y Bustros.

## Historia
El edificio del museo Sursock es un modelo puro arquitectura libanesa, con influencias de los estilos veneciano y otomano. Construido en 1912 por Nicolas Sursock Ibrahim, un rico coleccionista de arte y mecenas de la dinastía de Sursock y Serra di Cassano, que fue legado en 1950 a la ciudad de Beirut, que hizo un museo, de acuerdo con los deseos expuestos en el testamento de su creador, que murió en 1952.
El Museo Sursock fue inaugurado en 1961 con motivo de una gran exposición de artistas contemporáneos del Líbano.  Más de un centenar de exposiciones y retrospectivas se han celebrado desde entonces, con importantes obras de artistas internacionales y libaneses. Además de una importante colección de arte moderno, el museo Sursock tiene una importante colección permanente de estampas japonesas y arte islámico.

## Expansión
La nueva extensión del museo consta de un nuevo edificio de cuatro plantas, debajo del actual jardín, presupuestada la obra en 12 millones de dólares (EE. UU.). El arquitecto francés, Jean-Michel Wilmotte, y el arquitecto libanés, Jacques Abou Khaled, están liderando el proyecto de expansión. se estima que el proyecto esté concluido en  2012.

## Las colecciones del Museo
La colección del museo consta de 5.000 piezas, como pinturas, escultura, cerámica, cristalería, e iconografía, que datan de los siglos XVIII, XIX y XX. a continuación , una lista de los artistas libaneses e internacionales, cuyo trabajo está en la colección permanente del Museo:
| - Chafik Abboud - Lotti Adaimi - Anton Asfar - Simone Baltaxé-Martayan - Juman Beyazit - Saloua R. Choucair - George Cyr | - Paul Guiragossian - Georges Guv - John Haddian - Zavan Haditzian - Madi Hussein - Halim Jurdak - Elie Kanaan | - Viola Kassab - Michel el Mir (Elmir) - Levon Moumjian - Mounir Najm - Omar Onsi - Aref Rayess - Nadia Saikali | - Mohamed Sakr - Stelio Scamanga - Juliana Seraphim - H. Torrossian - Sophie Yaramian - Khalil Zgaib - Alain Le Yaouanc |

En el jardín del Museo se presentan algunas esculturas al aire libre, entre otras del escultor Youssef Howayek el primer Monumento a los Mártires . Está integrado por las figuras de dos mujeres, una musulmana y otra cristiana. El primer monumento de los Mártires estuvo ubicado en la Plaza de los Mártires en Beirut (en tributo a los libaneses nacionalistas ejecutados por los Otomanos) y fue sustituido por el actual que tiene tres figuras. 